# Apororhynchus silesiacus
Apororhynchus silesiacus es un gusano acantocéfalo parásito, microscópico, descrito por primera vez por Okulewicz y Maruszewski en 1980, que pertenecen al género Apororhynchus, que se adhieren a la pared intestinal de los vertebrados terrestres.

## Enlaces
Wikispecies tiene un artículo sobre Apororhynchus silesiacus
- Datos: Q3822174
- Especies: Apororhynchus silesiacus